# 巴布亞衝突
巴布亞衝突，是指印尼政府與新幾內亞島上印尼巴布亞省和的西巴布亞省的土著人口之間持續的衝突，由1962年至現時，其中印尼政府被指控對原住民進行種族滅絕。
自1962年荷蘭殖民政府從荷屬新幾內亞撤出以後，印尼自1963年開始履行管理，1969年正式將西新幾內亞納入印尼。自由巴布亞運動是一個好戰的巴布亞獨立組織，對印尼政府進行了低調的游擊戰爭，目標是印尼軍隊和警察，以及綁架非巴布亞人的印尼定居者和外國人。同時西巴布亞人舉行了各種抗議和儀式，尋求與巴布亞新幾內亞統一，並指責印尼政府濫殺和壓制他們的言論自由。獨立組織稱自1969年以來，許多西巴布亞人被印尼軍隊殺害。因為對巴布亞民族主義的敏感，印尼政府限制外國進入巴布亞省和西巴布亞省。

## 经过
1949年12月，在印度尼西亞獨立革命結束時，荷蘭同意承認印尼對前荷屬東印度群島領土的主權，除了西新幾內亞，荷蘭繼續作為宗主管理荷屬新幾內亞。印尼民族主義政府認為，這是對整個荷屬東印度群島的繼承，並希望結束荷蘭殖民地在東印度群島的存在。荷蘭認為巴布亞人在民族上與印尼人有所不同，荷蘭將繼續管理領土，直到它有能力自決。從1950年起，荷蘭同意巴布亞人應該有一個獨立的國家，但由於全球戰略的考慮，主要是甘迺迪政府關注保持印度尼西亞處於冷戰的邊緣，美國迫使荷蘭人犧牲巴布亞人的獨立，將國家轉移到印尼。
1962年，荷蘭同意將領土交給聯合國臨時行政當局，簽署“紐約協定”，其中包括在1969年之前舉行公民投票的規定。印尼軍方組織了這次投票，稱為1969年的“自由選擇法案” 以確定人民對巴布亞和西巴布亞未來的看法，選舉結果有利於融入印尼。獨立組織稱違反了印尼和荷蘭之間的協定，這次投票是在印尼軍隊面前舉行的，只有1025人被選中，被迫用槍投票與印尼合併，只有遠遠不到1％的人有資格投票，獨立活動家对投票的合法性提出爭議，發起了反對印尼軍事佔領西巴布亞的抗議運動。
自1969年以來，通過移民計劃，印尼西亞巴布亞240萬居民中約有一半是出生於爪哇島。族際婚姻正在增加，移民的後代已經當自己是巴布亞人。
截至2010年，有13,500名西巴布亞難民生活在鄰國巴布亞新幾內亞，偶爾有越界戰鬥，因此巴布亞新幾內亞國防軍在巴布亞新幾內亞西部邊界設立巡邏隊，防止自由巴布亞運動人士進入。此外，巴布亞新幾內亞政府一直驅逐越界的西巴布亞居民，承諾沒有詮行反印尼活動是西巴布亞移民留在巴布亞新幾內亞的條件。自20世紀70年代末以來，自由巴布亞運動已對巴布亞新幾內亞的商業項目和政治家進行報復性攻擊，因此自20世紀80年代開始，巴布亞新幾內亞軍方與印尼軍方進行了聯合邊境巡邏。
在2004年，由流亡英國的西巴布亞領導人本尼·溫達設立自由西巴布亞運動，鼓勵聯合國在西巴布亞舉行獨立公民投票。 該運動有國際人物的支持，如諾貝爾和平獎得主大主教德斯蒙德·圖圖。2012年，印尼總統蘇西洛·班邦·尤多約諾對運動領導人發出了逮捕令。
2019年8月16日，东爪哇省泗水和玛琅警察逮捕了43名来自巴布亚的学生，指控他们将印尼国旗扔入水沟。警察在逮捕时言语粗鲁，虽然最终没有证据证明巴布亚学生毁坏国旗，学生也在17日午夜得到释放，但由于假消息的蔓延，巴布亚人民认为学生受到了虐待，且这一逮捕事件表露出种族歧视态度。随后，巴布亚地区索龙、马诺夸里、法克法克、查亚普拉、蒂米卡等地发生大规模骚乱，索龙多米尼克爱德华·奥索机场被示威者破坏，马诺夸里的西巴布亚地方议会大楼被烧毁。望加锡的巴布亚学生也与当地居民发生冲突，雅加达的巴布亚学生发起游行，喊出“巴布亚要公投”“给巴布亚自由”的独立口号。19日早，东爪哇省长科菲法通过电话向巴布亚省长卢卡斯·恩讷贝道歉，泗水市长德利与玛琅市长苏蒂亚吉相继道歉。21日开始，印尼当局封锁了巴布亚及西巴布亚两省的互联网。23日，印尼当局向巴布亚地区增派了1,200名警察，称是为确保社会安全并非镇压暴徒，并保证不在实施安全措施时使用实弹。

### 文献
Bobby Anderson, "Papua's Insecurity: State Failure in the Indonesian Periphery", East-West Center, Policy Studies 73, 978-0-86638-264-9 (print); 978-0-86638-265-6 (electronic)